# Muhlenbergia durangensis
Muhlenbergia durangensis är en gräsart som beskrevs av Yolanda Herrera Arrieta. Muhlenbergia durangensis ingår i släktet muhlygräs, och familjen gräs. Inga underarter finns listade i Catalogue of Life.